# Billedet af Dorian Gray (film fra 1915)
Billedet af Dorian Gray (russisk: Портрет Дориана Грея) er en russisk stumfilm fra 1915 af Vsevolod Mejerkhold.
Filmen er en filmatisering af Oscar Wildes roman af samme navn.

## Medvirkende
- Varvara Janova som Dorian Grey
- Vsevolod Meyerhold som Henry Wotton
- G. Enriton
- P. Belova
- Doronin